# Марьяновка (Новоархангельская поселковая община)
Марья́новка (укр. Мар'янівка) — село в Новоархангельской поселковой общине Голованевского района Кировоградской области Украины.
До 2020 года входило в Новоархангельский район.
Основано в качестве частновладельческой еврейской земледельческой колонии.
Население по переписи 2001 года составляло 247 человек. Почтовый индекс — 26141. Телефонный код — 5255. Код КОАТУУ — 3523682701.